# Корінженер
Корінженер (від «корпус» та лат. ingenium — «здібність», «винахідливість», скор. корпусний інженер) — військове звання вищого начальницького інженерного складу в Червоної армії СРСР з 1935 року по 1942/43 роки (поступово скасовувалося в різних родах військ та службах).
У 1935—1940 роках еквівалентом звання було: у сухопутних силах звання комкор, у ВМС флагман І рангу. Серед військово-технічного складу ВМС відповідним званням було інженер-флагман 1 рангу.
Корінженер був вище за рангом ніж дивінженер і нижче за рангом ніж армінженер.

## Історія використання

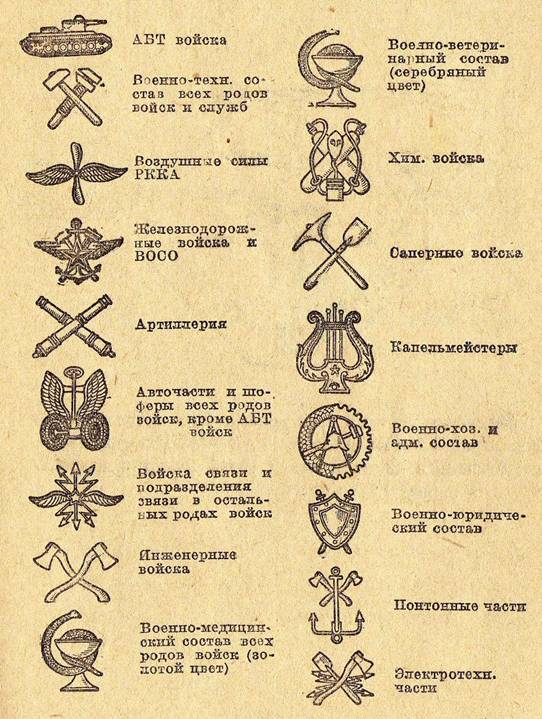
Додаток 1 Статуту внутрішньої служби РСЧА 1937 року («УВС-37») «Малюнки петличні знаків-емблем»

### 1935—1940
22 вересня 1935 року, при введенні персональних військових звань, для начальницького складу військово-технічного складу РСЧА, були введені окремі звання, які відрізнялися від загальновійськових. Еквівалентом звань командного складу «комкор» (сухопутні сили), та «флагман І рангу», було звання військово-технічного складу «корінженер».

### 1940
Указами Президії Верховної Ради СРСР від 7 травня 1940 «Про встановлення військових звань вищого командного складу Червоної Армії» (рос. «Об установлении воинских званий высшего командного состава Красной Армии») та «Про встановлення військових звань вищого командного складу Військово-Морського Флоту» (рос. «Об установлении воинских званий высшего командного состава Военно-Морского Флота») вводилися генеральські та адміральські звання для вищого командного склада. Крім того цими указами встановлювалися нові звання для інженерів корабельної служби, дорівняні до звань командного складу. Еквівалентом звання «корінженер» серед корабельного інженерного складу стає звання «інженер-адмірал». В інших підрозділах ВМФ залишилося звання інженер-флагман 1 рангу.

### 1942—1943
У 1942/43 роках відбувається уніфікація військових звань різних складів та служб РСЧА та РСЧФ.
З 1942 року звання «корінженер» поступово скасовується, носіям надавалися генеральські звання.
28 січня 1942 звання скасовано в військово-повітряних силах Червоної Армії.
3 березня 1942 звання скасовано в артилерії.
8 березня 1942 звання скасовано в танкових військах.
Останнім звання корінженера було скасовано у військово-технічного складу технічних військ, що відбулося 4 лютого 1943.

## Знаки розрізнення
Знаки розрізнення військово-технічного складу сухопутних і повітряних сил РСЧА, були червоні, їх носили на петлицях свого роду військ з відповідним особливим значком (емблемою).
Для звання корінженер був встановлений знак розрізнення три ромби в петлиці, як у комкора, відрізняючись тільки окантовкою петлиць. Замість командирської золотистої окантовки була чорна (на чорних петлицях-червона), як у решти начальницького складу, а також у молодшого комскладу і червоноармійців.
Військовослужбовці військово-технічного складу РСЧА не мали на рукавах нашивок які були присутні у командного складу.

## Носії
За даними:
- 20.11.1935 — Фішман Яків Мойсейович, згодом генерал-майор.
- 19.02.1936 — Синявський Микола Михайлович (1891—1938), розстріляний 1938-го.
- 28.03.1939 — Френкель Нафталій Аронович (1883—1960), згодом генерал-майор.
- 21.04.1940 — Галеркін Борис Григорович (1871—1945), з 13 грудня 1942-го — інженер-генерал-лейтенант.

## Співвідношення
| Рід військ                                      | Відповідне звання / посада |
| Командний склад                                 | Командний склад |
| ----------------------------------------------- | --- |
| Народний комісаріат внутрішніх справ            | Комісар державної безпеки 3-го рангу, введене постановою ЦВК та РНК СРСР від 7 жовтня 1935 року (військовослужбовці прикордонних та внутрішніх військ НКВС мали військові звання, які вживалися в РСЧА) Інспектор міліції |
| Військово-морський флот                         | Флагман І рангу |
| Начальницький склад                             | |
| ВМФ                                             | Інженер-флагман І рангу |
| військово-політичний склад усіх родів військ    | Корпусний комісар |
| військово-господарський склад усіх родів військ | Корінтендант |
| військово-юридичній склад усіх родів військ     | Корвійськюрист |
| військово-медичний склад усіх родів військ      | Корлікар |
| військово-ветеринарний склад усіх родів військ  | Корветлікар |